# Luca Zingaretti
Luca Zingaretti (Roma, 11 de noviembre de 1961) es un actor italiano, que ha interpretado a Salvo Montalbano en Il commissario Montalbano, serie policiaca basada en el personaje creado por Andrea Camilleri y las novelas que ha escrito sobre él. Nativo de Roma, Zingaretti es el hermano mayor del político Nicola Zingaretti.

## Vida y carrera
Zingaretti estudió en la prestigiosa Academia Nacional de Arte Dramático Silvio D' Amico, graduándose en 1984, y empezó su carrera como suplente en teatro, a menudo trabajando con el director Luca Ronconi, interpretando a diversos personajes en Tres hermanas de Chéjov, Tito Andrónico de Shakespeare, y en Bent
Hizo su debut fílmico en 1987 con un papel menor en Gli occhiali d'oro (Las gafas de montura de oro), dirigida por Giuliano Montaldo; y ese mismo año hace su primera aparición televisiva en Il Giudice Istruttore (El juez instructor), dirigido por Florestano Vancini y Gianluigi Calderone. Ganó atención de la crítica haciendo del feroz "Ottorino" en la película de Marco Risi de 1994 Il branco (La manada). En 1996 protagonizó con Sabrina Ferilli la película Vite strozzate (Vidas estranguladas), dirigida por Ricky Tognazzi.
Sin embargo, el estrellato le llegó con su papel protagónico como el comisario Salvo Montalbano, en una serie de películas de televisión, inicialmente mostradas en RAI Dos, y luego en RAI Uno, así como muchos en otros canales de televisión europeos, latinoamericanos y en la SBS en Australia. La serie, empezada en 1999 y aún no finalizada, contaba hasta 2021 con 15 temporadas, con un total de 37 episodios.
Después de su éxito, devino en uno de los más reclamados actores dramáticos en Italia, apareciendo en películas como: 
- Prima dammi un bacio (Primero dame un beso) (2003) dir. Ambrogio Lo Giudice
- I giorni dell'abbandono (Los días del abandono) (2005) dir. Roberto Faenza
- Tutte le donne della mia vita (Todas las mujeres de mi vida) (2007) dir. Simona Izzo

En televisión apareció en: 
- Perlasca, un héroe italiano (Perlasca: un héroe italiano) (2002)
- Doppio agguato (Emboscada doble) (2003)
- Cefalonia (Kefalonia) (2005)
- Alla luce del sole (Al sol) (2005), una película biográfica de Don Pino Puglisi.

En 2008 apareció en cuatro nuevas películas de Montalbano, y en el mismo periodo adaptó y dirigió la obra La Sirena, sobre una historia de Giuseppe Tomasi di Lampedusa.
En 2009 apareció en teatro y también trabajó en la película Noi credevamo, dirigida por Mario Martone y que transcurre durante la reunificación de Italia, con el papel de Francesco Crispi. También apareció en la película Il figlio più piccolo (El hijo más joven), dirigida por Pupi Avati y coprotagonizada por Christian De Sica.
En 2010, aparecen cuatro nuevos episodios de Montalbano, retransmitidos por RAI el 14 de marzo de 2011 y los tres lunes siguientes.

## Filmografía
- (1987) Gli occhiali d'oro, dir. Giuliano Montaldo
- (1993) E quando lei morì fu lutto nazionale, dir. Lucio Gaudino
- (1993) Abissinia, dir. Francesco Martinotti
- (1994) Il branco, dir. Marco Risi
- (1994) Maratona di Nueva York, dir. Marina Spada
- (1994) Senza pelle, dir. Alessandro D'Alatri
- (1995) Castle Freak, dir. Stuart Gordon
- (1995) L'anno prossimo vado un letto alle dieci, dir. Angelo Orlando
- (1996) Vite strozzate, dir. Ricky Tognazzi
- (1997) Les couleurs du diable, dir. Alain Jessua
- (1997) Artemisia, dir. Agnès Merlet
- (1998) Rewind, dir. Sergio Gobbi
- (1998)  Tu ridi, dir. Paolo y Vittorio Taviani
- (1999) L'anniversario, dir. Mario Orfini
- (1999) Oltremare - No è l'América, dir. Nello Correale
- (2000) Sei venido sei, varios directores
- (2000) Il furto del tesoro, dir. Alberto Sironi
- (2002) Texas '46, dir. Giorgio Serafini
- (2003) Prima dammi un bacio, dir. Ambrogio Lo Giudice
- (2005) Alla luce del sole, dir. Roberto Faenza
- (2005) Los días del abandono, dir. Roberto Faenza
- (2006) No prendere impegni stasera, dir. Gianluca Maria Tavarelli
- (2006) A casa nostra, dir. Francesca Comencini
- (2006) Mi hermano es hijo único , dir. Daniele Luchetti
- (2007) Tutte le donne della mia vita, dir. Simona Izzo
- (2008) Sanguepazzo, dir. Marco Tullio Giordana
- (2010) Amici miei 400, dir. Neri Parenti
- (2010) Il figlio più piccolo, dir. Pupi Avati
- (2010) La nostra vita, dir. Daniele Luchetti
- (2010) Noi credevamo, dir. Mario Martone
- (2011) Kryptonite!, dir. Ivan Cotroneo
- (2011) Mozzarella Stories, dir. Edoardo De Angelis
- (2012) Il comandante e la cicogna, dir. Silvio Soldini
- (2014) Les vacances du petit Nicholas, dir. Laurent Tirard
- (2014) Perez., dir. Edoardo De Angelis
- (2015) Tempo instabile con probabili schiarite, dir. Marco Pontecorvo
- (2018) Il vegetale, dir. Gennaro Nunziante
- (2018) La terra dell'abbastanza, dir. Damiano y Fabio D'Innocenzo
- (2020) L'incredibile storia dell'Isola delle Rose[1][2]

## Televisión
- (1990) Il giudice istruttore, dir. Florestano Vancini y Gianluigi Calderone
- (1991) Una questione privata, dir. Alberto Negrin
- (1993) Il giovane Mussolini, dir. Gianluigi Calderone
- (1993) L'ombra della sera, dir. Cinzia TH Torrini
- (1997) it, dir. Giacomo Battiato
- (1998) Secuestro-La sfida, dir. Cinzia TH Torrini
- (1999–presente) Il commissario Montalbano, dir. Alberto Sironi (26 televisión-películas)
- (1999) Operazione Odissea, dir. Claudio Fragasso
- (1999) Jesus, dir. Robert Young
- (2002) Perlasca, un eroe italiano, dir. Alberto Negrin
- (2002) Incompreso, dir. Enrico Oldoini
- (2003) Doppio agguato, dir. Renato De Maria
- (2005) Cefalonia, dir. Riccardo Milani
- (2012) Paolo Borsellino - I 57 giorni, dir. Alberto Negrin – filme TV  – Paolo Borsellino
- (2013) Adriano Olivetti - La forza di un sogno, dir. Michele Soavi – miniserie TV – Adriano Olivetti
- (2014) Il giudice meschino, dir. Carlo Carlei – miniserie TV
- (2014) Andrea Camilleri - Il maestro senza regole, dir. Claudio Canepari y Paolo Santolini – documental

## Director
- (2000) Gulu — Documental
- (2007) Passa una vela... spingendo la notte più in là —
- (2008) La Sirena -
- (2015) - The Pride - espectáculo teatral

## Voz
- (2003) Buscando a Nemo, dir. Andrew Stanton y Lee Unkrich - Voz de Marlin en la versión italiana
- (2006) La Grande Finale, documental oficial de la 2006 FIFA Copa Mundial - narrador

## Teatro
- La Sirena, de la historia "Lighea" de Giuseppe Tomasi di Lampedusa, adaptado por Luca Zingaretti
- Santa Juana de George Bernard Shaw, dir. Luca Ronconi
- Le Previsto commedie en commedia de Giambattista Andreini, dir. Luca Ronconi
- Bent de Martin Sherman, dir. Marco Mattolini
- I villeggianti y La madre de Máximo Gorki, dir. Sandro Sequi
- Venido gocce su pietre roventi de Rainer Werner Fassbinder, dir. Marco Mattolini
- La Reina de Hada de F. Pourcell, dir. Luca Ronconi
- Las tres hermanas de Antón Chéjov, dir. Luca Ronconi
- Asesinato en la catedral de T. S. Eliot, dir. Franco Branciaroli
- Titus Andronicus de William Shakespeare, dir. Peter Stein
- Los Últimos Días de Humanidad de Karl Kraus, dir. Luca Ronconi
- La loca de Chaillot de Jean Giraudoux, dir. Luca Ronconi
- Delitos del Corazón de Beth Henley, dir. Nanni Loy
- La Rotura de Mediodía de Paul Claudel, dir. Franco Però
- Trompe l'oeil de Cagnoni, Camilli, Martelli, dir. Federico Cagnoni
- Maratona di Nueva York de Edoardo Erba, dir. Edoardo Erba
- Los Prisioneros de Guerra de J. R. Ackerley, dir. Luca Zingaretti y Fabio Ferrari
- Línea de Al Horowitz, dir. Piero Maccarinelli
- Caníbal por Richard Crowe y Richard Zajdlic, dir. Patrick Rossi Gastaldi
- Separación por Tom Kempinski, dir. Patrick Rossi Gastaldi
- Tres Hoteles, por Jon Robin Baitz, dir. Toni Bertorelli
- Confortate il Macho antico
- La Torre de Marfil, por Ronald Harwood, dir. Luca Zingaretti[3]

## Premios
- (2003) Fue hecho Caballero del Orden de Mérito de la República.[4]
- (2005) David di Donatello al Mejor Actor por Alla luce del suela.
- (2005) Karlovy Vary Premio de Actor por Alla luce del suela.
- (2008) Oriente Medio el festival de cine Internacional Black Pearl por Mejor Actor por Sanguepazzo.
- (2010) Nastro d'argento ("Plata Ribbon") como Mejor Actor de soporte por Il figlio più piccolo y La nostra vita.[5]